# Ротонди
Рото̀нди (на италиански: Rotondi) е малко градче и община в Южна Италия, провинция Авелино, регион Кампания. Разположено е на 272 m надморска височина. Населението на общината е 3647 души (към 2010 г.).